# Sulcoptinus gomyi
Sulcoptinus gomyi is een keversoort uit de familie klopkevers (Ptinidae). De wetenschappelijke naam van de soort werd in 1988 gepubliceerd door Xavier Bellés.